# غريتا (فلم)
غريتا هو فيلم إثارة نفسية صدر في عام 2018، من إخراج نيل جوردان وكتابة راي رايت وجوردان نفسه. الفيلم من بطولة، إيزابيل أوبير وكلوي غرايس موريتز ومايكا مونرو وكولم فيور وستيفن ريا.
عُرض فيلم لأول مرة عالميًا في مهرجان تورنتو السينمائي الدولي في 6 سبتمبر 2018، وتم إصداره في دور العرض في الولايات المتحدة في 1 مارس 2019 بواسطة شركة فوكس فيتشرز. حقق الفيلم إيرادات تجاوزت 18 مليون دولار في جميع أنحاء العالم، ولكنه تلقى آراء متباينة من النقاد، حيث انقسمت الآراء حول جودة الحبكة وأداء الممثلين.

## قصة فيلم
تدور الأحداث حول فرانسيس ماكولين، نادلة شابة تعيش في مدينة نيويورك، التي تعثر على حقيبة يد في المترو، وتعود بها إلى صاحبتها جريتا هيديج، أرملة فرنسية تعيش بمفردها. ومع تطور العلاقة بينهما، تتحول هذه الصداقة إلى كابوس، حيث تصبح جريتا مهووسة بفرانسيس.
تكتشف فرانسيس بشكل متزايد أن جريتا تخفي أسرارًا مظلمة، خاصة عندما تجد خزانة مليئة بحقائب اليد، تحتوي على أسماء وأرقام هواتف لنساء أخريات، مما يثير قلقها. بعد ذلك، تبدأ جريتا في مطاردة فرانسيس وتظهر سلوكيات مقلقة، مما يجعل فرانسيس تشعر بالخطر.
مع تصاعد الأحداث، تتكشف العديد من الحقائق الصادمة حول ماضي جريتا، بما في ذلك انتحار ابنتها نيكولا. تتدهور الأمور عندما يتضح أن جريتا قد اختطفت نساء أخريات سابقًا، وأن حياتهن قد انتهت بشكل مأساوي.
يصل الفيلم إلى ذروته عندما تُختطف فرانسيس وتحبس في صندوق ألعاب خشبي في غرفة سرية، بينما تسعى جريتا لجعلها "ابنتها" الجديدة. يتطور الصراع بينهما ويبلغ ذروته عندما تحاول فرانسيس الهرب، لكن جريتا دائمًا ما تظهر في الوقت المناسب.
الفيلم ينتهي بشكل مثير، حيث تتمكن فرانسيس وإيريكا من خداع جريتا وإيقاف تهديدها، ولكن يبقى السؤال حول مصير جريتا وعودة ظهورها لاحقًا.

## وصلات خارجية
- مقالات تستعمل روابط فنية بلا صلة مع ويكي بيانات

لا توجد روابط لمواقع التواصل الاجتماعي.